# Jungingenstein

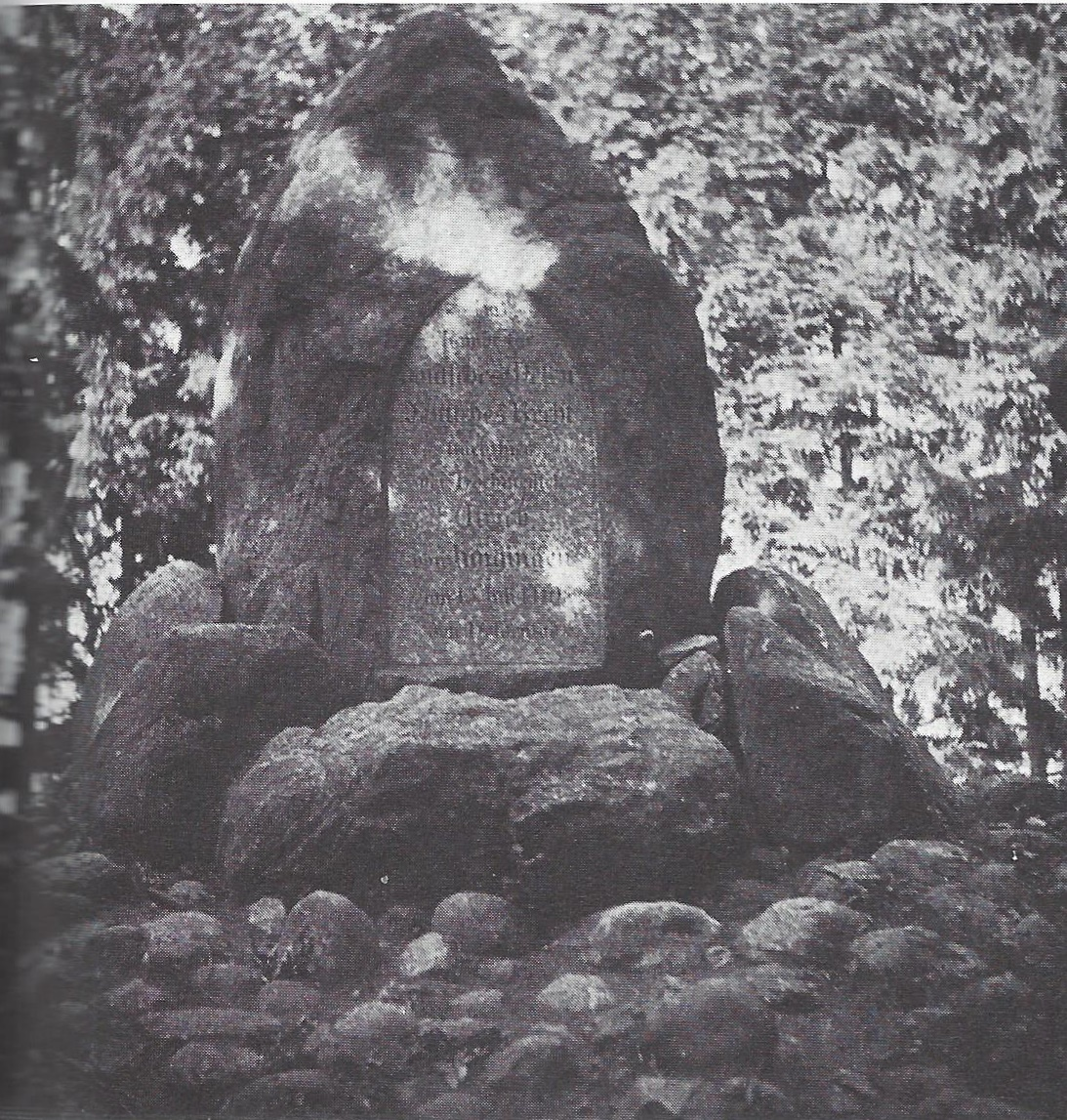
Hochmeisterstein

Der Jungingenstein ist ein 10 Tonnen schwerer Gedenkstein auf der Gedenkstätte Grunwald. Errichtet wurde er 1901 bei Tannenberg zum Andenken an den Tod des Hochmeisters des Deutschen Ordens Ulrich von Jungingen, der in der Schlacht bei Tannenberg (1410) gefallen war.

## 1. Jungingenstein
Der Landrat des Kreises Osterode – Rudolf von Brandt, dem das Gut Tannenberg gehörte – ließ den Gedenkstein auf dem Kapellenberg, unweit der zerstörten Marienkapelle, für den gefallenen Hochmeister errichten. Er wurde 1898 in Auftrag gegeben und 1901 eingeweiht.
Dieser 10 Tonnen schwere Findling, der sogenannte Jungingenstein, ist noch vorhanden, (1. Jungingenstein) nur liegt er heute mit der Vorderseite nach unten. Die deutsche Inschrift:
ist nicht mehr zu lesen.

## 2. Jungingenstein
Unweit davon gibt es einen zweiten Jungingenstein neueren Datums (2. Jungingenstein), der nach neuerer Darstellung den Platz markiert, an dem der Hochmeister gefallen sein soll. Diese Markierung ist in Form eines liegenden Steines konzipiert und der Text ist entsprechend waagerecht gehalten.
Diese Stelle liegt etwa 50 m südwestlich des Museums inmitten einer Baumgruppe, während die Kapelle 250 Meter von dort entfernt ist. Der neue Jungingenstein korrespondiert nicht mit dem alten, sondern steht in künstlerischer Hinsicht zu dem aufrechtstehenden Gedenkstein (Władysławstein) für den König Władysław II. Jagiełło.

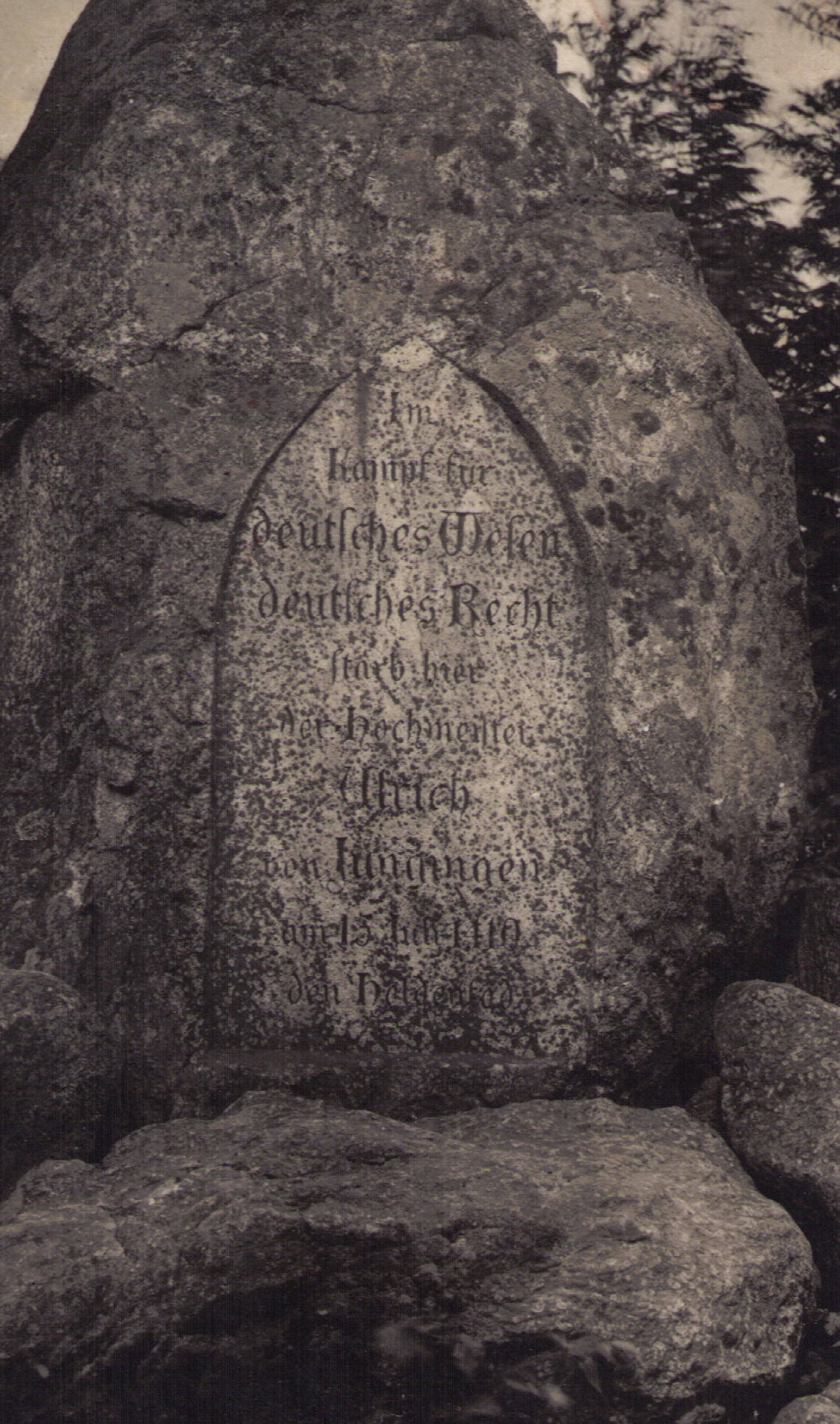
1. Jungingenstein
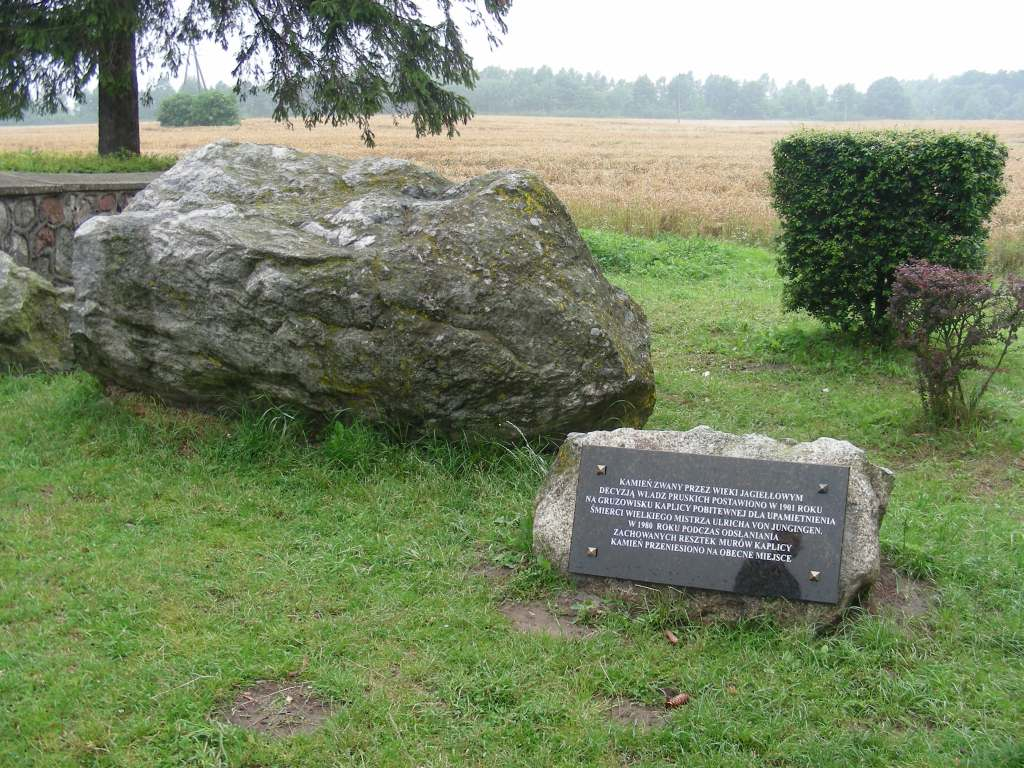
1. Jungingenstein
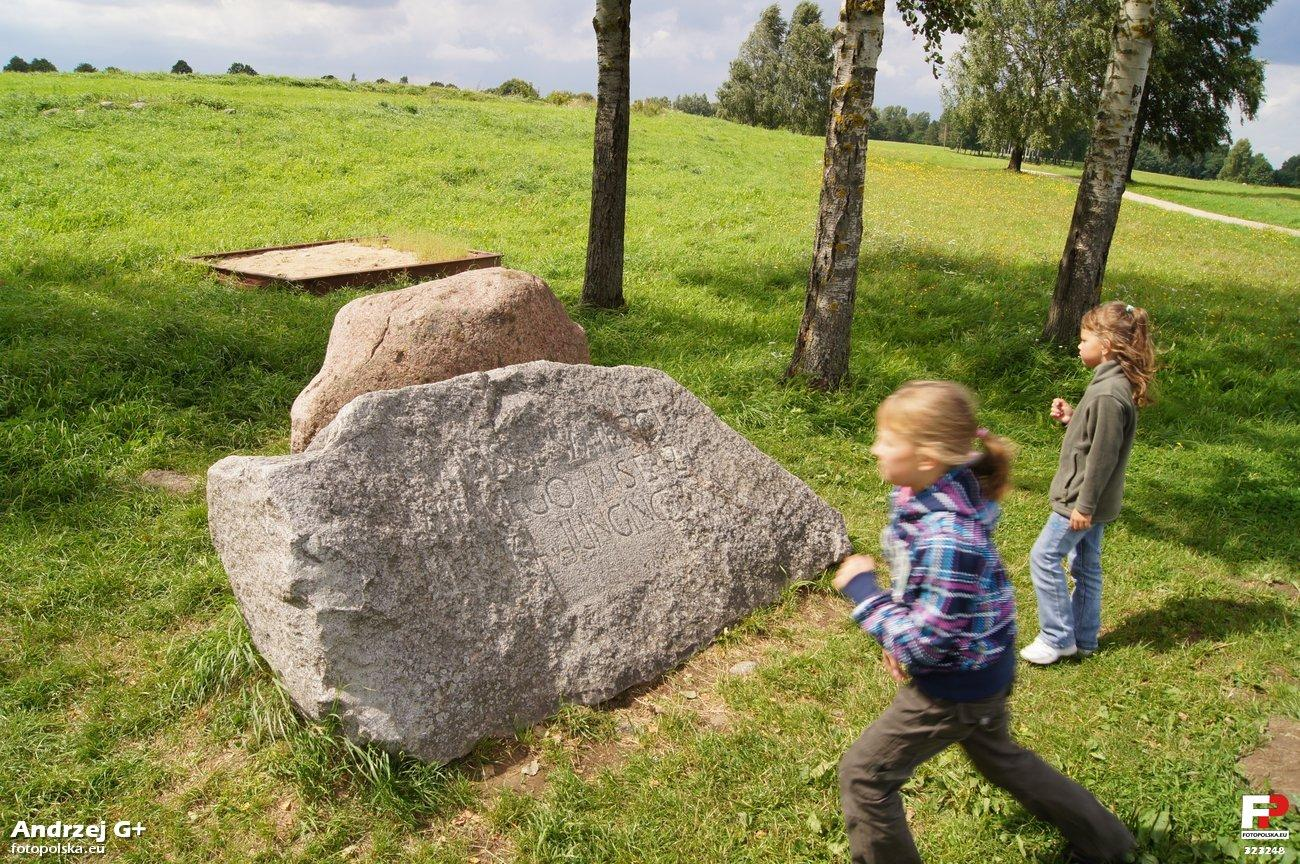
2. Jungingenstein
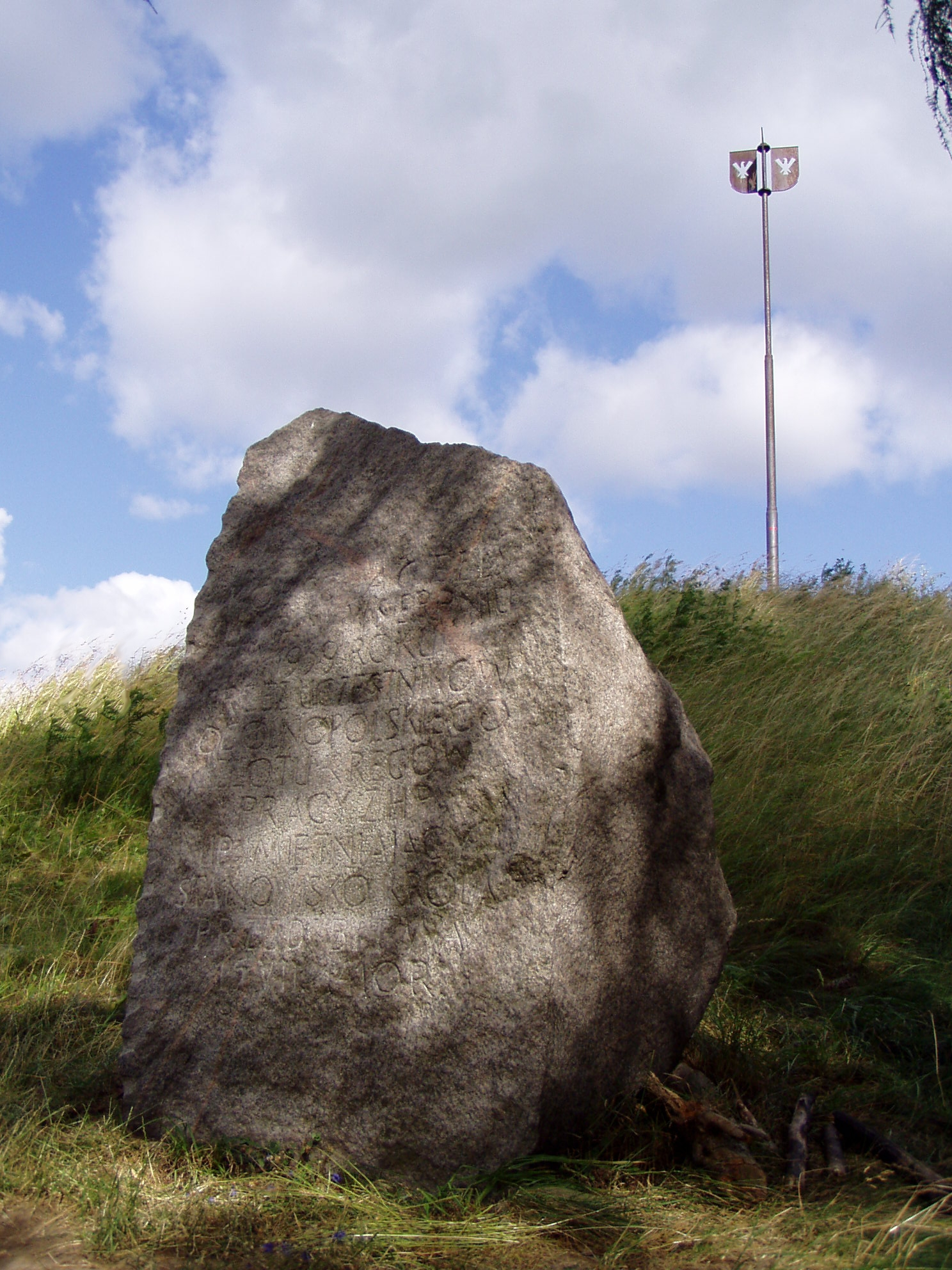
Gedenkstein für Władysław II. Jagiełło